# تهجين العمارة والطبيعة
تهجين العمارة بالطبيعة (Ibridazioni architettura/natura) هو كتاب للمؤلف كارلو بوتسي (Carlo Bozzi)، التي نشرته Meltemi Editore في عام 2003.

## مقدمة
عمارة الإنسان بنوعيتها كانت الشيء الأخر بالنسبة للطبيعة، والتي لا تزال السيناريو المرجعي الثابت. هذه المسافة الهائلة تحدت دائما المعماريين، الذين، أولاً، لاحظوا ودرسوا الطبيعة، ثم حاولوا تقليدها، أو حتى بطريقة فكرية حاولوا فهم مبادئها، وأخيراً حاولوا إقامة تحالف معها (تقريباً بتواطؤ)، واضعين أنفسهم في رحمها، أو حتى باستخدامها كعنصر من عناصر التكوين المعماري، وأخيرا بالوصول إلى الطفرات التي هي ما يسمى ألأن البنية الحيوية.
هذه الخطوات لها علاقة بالتقييم الأساسي للتناسب الشكلي في عملية التصميم: في تصميم تحت التربة (Hypogeum)، التي قدمت في السنوات الأخيرة عددا كبيرا من التجارب، وغالبا بدافع احتياجات بيئية وبيولوجية ومناخية, تخفي اتجاها إلى درجة الصفر للشكل ، نوع من الصمت في نطاق الإدراك الحسي ألمقترح. من الديناميات التي وقعت مؤخرا التي تنص على إعادة تطبيع المناطق الحضرية، وفسح المجال أمام أي وجود للطبيعة حتى ولو كان مصطنعة.
على الأسقف تظهر طبقات تربة, تغطى الواجهات بوضع شبكات التي عليها تنمو النباتات المتسلقة ، أو حتى نباتات بلاستيكية . وبهذا تمزج الطبيعة مع العمارة ، تغطيها, تمر خلالها وتهجنها: البحث يتحرك نحو أشكال تلوث شديد مستعار من الفن المعاصر التي يفترض أن تكون العمارة مختلطة أو انها لا تعتبر تغطية على الإطلاق.